# مانتی دان
مانتی دان (انگلیسی: Monty Don؛ زادهٔ ۸ ژوئیهٔ ۱۹۵۵) باغبان علمی، مجری تلویزیون و نویسنده اهل بریتانیا است. وی از سال ۱۹۸۹ میلادی تاکنون مشغول فعالیت بوده‌است.
او دانش‌آموختهٔ کالج مگدلن در دانشگاه کمبریج است و در همان‌جا با همسر آینده‌اش آشنا شد. این دو در دههٔ ۱۹۸۰ یک تجارت موفق بدلیجات، جواهرات مصنوعی و شبه‌گوهر داشتند، به‌طوری که بیش از ۶۰ مغازه در مراکز خرید مختلف از جمله لیبرتی، هاروی نیکولز و هرودز و صدها کارمند و فروشنده داشتند. برخی از مشتریان مشهور آنان، بوی جرج، مایکل جکسون و دایانا، شاهدخت ولز بودند. اما به‌دنبال واقعهٔ دوشنبه سیاه و سقوط بازار سهام در سال ۱۹۸۷ ورشکسته شدند که علت اصلی آن از دست رفتن بازار اصلی آنها در ایالات متحدهٔ آمریکا بود. او مابین سال‌های ۱۹۹۱ تا ۱۹۹۳ بیکار بود و تمامی سال ۱۹۹۲ را با بیمه بیکاری گذراند. فعالیت تلویزیونی وی از سال ۱۹۸۹ شروع شد. او مابین سال‌های ۱۹۹۴ تا ۲۰۰۶، ستون‌نویس بخش باغبانی روزنامهٔ آبزرور بود. مانتی دان هرگز آموزش یا تحصیلات دانشگاهی در حوزهٔ باغبانی نداشته‌است و خودش در این باره می‌گوید: من یک باغبان غیرحرفه‌ای و نویسندهٔ حرفه‌ای بودم و هستم. تنها صلاحیت من از یک عمر باغبانی و اشتیاق ناشی از وسواسی که به باغ خودم داشتم، ناشی می‌شود. وی نخستین مجریِ خودآموخته و غیرحرفه‌ای باغبانی در کل دورهٔ برنامهٔ دنیای باغبانان است. وی اساساً خود را یک نویسندهٔ می‌داند که «بر حسب تصادف کلی هم کارهای تلویزیونی انجام داده است.»
وی از سال ۲۰۰۳ مجری برنامهٔ مشهور دنیای باغبانان در شبکهٔ بی‌بی‌سی بوده‌است و جایگزین مجری پیشین آن آلن تیچمارش شد. مجلهٔ پراسپکت در ژوئن ۲۰۲۰ او را «باغبان کشور» لقب داد.
مانتی دان از حوالی ۲۵ سالگی از افسردگی رنج می‌برد و نخستین بار در سال ۲۰۰۰ در روزنامهٔ آبزرور مطلبی دربارهٔ تجربهٔ شخصی‌اش با این بیماری نوشت که با واکنش فوری خوانندگانش مواجه شد. مانتی نوشت که باغبانی بیش از هر دارویی به تسکین این بیماری‌اش کمک کرده‌است. وی مدتی تحت رفتاردرمانی شناختی بود و از داروی فلوکستین استفاده می‌کرد، اما متوجه شد که افسردگی‌اش، فصلی است و هر دو درمان را کنار گذاشت و به نوردرمانی روی آورد که امروزه یکی از درمان‌های کمکی اختلال عاطفی فصلی محسوب می‌شود.